# 北京地下鉄大興機場線
北京地下鉄大興機場線（ペキンちかてつだいこうきじょうせん、中文表記: 北京地铁大兴机场线、英文表記: Beijing Subway Daxing Airport Express）は、中華人民共和国北京市の地下鉄（空港連絡鉄道）である。

## 概要
北京市豊台区の草橋駅と大興区の大興機場駅を結ぶ路線である。最高速度は時速160キロメートル、所要時間は22分である。草橋駅において10号線と接続する。北京大興国際空港開港に合わせて2019年9月26日に開業した。全列車とも自動列車運転装置を用いた完全自動運転であり、中国において最高速度が時速160キロメートルの路線では初の採用事例となる。

## 駅一覧
- 麗沢商務区駅と大興機場南駅は、2021年12月現在未開業。

| 駅名                              | 駅名         | 駅名                 | 駅間 キロ | 累計 キロ | 接続路線・備考                               | 所在地        | 所在地 |
| 日本語                            | 簡体字中国語 | 英語                 | 駅間 キロ | 累計 キロ | 接続路線・備考                               | 所在地        | 所在地 |
| --------------------------------- | ------------ | -------------------- | --------- | --------- | -------------------------------------------- | ------------- | ------ |
| 麗沢商務区駅                      | 丽泽商务区站 | Lize Shangwuqu       |           |           | ■14号線 ■16号線                              | 北京市        | 豊台区 |
| 草橋駅                            | 草桥站       | Caoqiao              | 0.000     | 0.000     | ■10号線 ■19号線                              | 北京市        | 豊台区 |
| 大興新城駅                        | 大兴新城站   | Daxing Xincheng      | 13.028    | 13.028    |                                              | 北京市        | 大興区 |
| 大興機場駅                        | 大兴机场站   | Daxing Airport       | 25.303    | 38.331    | 京雄都市間鉄道 津興都市間鉄道 懐興都市間鉄道 | 河北省 廊坊市 | 広陽区 |
| 大興機場南駅                      | 大兴机场南站 | Daxing Airport South |           |           |                                              | 北京市        | 大興区 |
| ↓雄安軌道交通R1線との直通運転予定 |              |                      |           |           |                                              |               |        |

## 車両
大興機場線に導入された車両は、中国国鉄で使用されているCRH6型のうち最高時速160キロメートルのCRH6Fを基に設計が行われた中国中車青島四方機車車輛製の電車である。編成は8両編成（4M4T）そして4両編成（2M2T）、編成定員は1,538人、手荷物専用の先頭車を除いた座席車7両にはそれぞれ64人分の座席（クロスシート）が設置されており、また深圳地下鉄11号線と同様に、ビジネスクラス（商務車廂）も設置されている。全自動運転制御方式を採用し、営業運転時は勿論のこと、車庫からの入庫・出庫も自動運転によって行われるが、非常時に備えて各先頭車には運転台がある。冗長性を持たせるため集電装置や主回路は二重に設けられている。
|            |            | ← 草橋大興空港 → |        |        |        |        |        |                |        |
| 号車       | 号車       | 1                | 2      | 3      | 4      | 5      | 6      | 7              | 8      |
| 形式       | 形式       | Tc               | M1     | Tp1    | M2     | M3     | Tp2    | M4             | Xc     |
| 座席の等級 | 座席の等級 | 普通車           | 普通車 | 普通車 | 普通車 | 普通車 | 普通車 | ビジネスクラス | 荷物車 |

|            |            | ← 草橋大興空港 → |        |        |                |
| 号車       | 号車       | 1                | 2      | 3      | 4              |
| 形式       | 形式       | Tc               | Mp1    | Mp2    | Tc             |
| 座席の等級 | 座席の等級 | 普通車           | 普通車 | 普通車 | ビジネスクラス |